# PRIDE 武士道 -其の六-
PRIDE 武士道 -其の六-（プライド ぶしどう そのろく）は、日本の総合格闘技イベント「PRIDE」の大会の一つ。2005年（平成17年）4月3日、神奈川県横浜市の横浜アリーナで開催された。

## 大会概要
同年開催のPRIDEミドル級グランプリ最後の1枠を賭けたラストワントーナメントが行われ、小路晃がディーン・リスターに挑むも一本負けを喫した。優勝候補のパウロ・フィリオがアマール・スロエフを破り、決勝戦に進むも右足の骨折で棄権したため、リスターが不戦勝でグランプリ出場権を獲得した。
メインイベントではエメリヤーエンコ・ヒョードルがリングス時代に唯一黒星を喫した高阪剛を、終始パウンドで攻め続け、左瞼カットによるドクターストップでリベンジを果たした。
スーパーヘビー級キング・オブ・パンクラシスト高阪剛、Spirit MCヘビー級王者デニス・カーンがPRIDEデビュー。

## 試合結果
第1試合 PRIDE武士道ルール 1R10分、2R5分
○  デニス・カーン vs.  大場貴弘 ×
1R 4:26 腕ひしぎ十字固め
第2試合 ミドル級グランプリ ラストワントーナメント 1回戦 1R10分、2R5分
○  パウロ・フィリオ vs.  アマール・スロエフ ×
1R 4:22 腕ひしぎ十字固め
※フィリオがトーナメント決勝進出
第3試合 ミドル級グランプリ ラストワントーナメント 1回戦 1R10分、2R5分
○  ディーン・リスター vs.  小路晃 ×
1R 3:13 三角絞め
※リスターがトーナメント決勝進出
第4試合 PRIDE武士道ルール 1R10分、2R5分
○  マーカス・アウレリオ vs.  中村大介 ×
2R終了 判定3-0
第5試合 PRIDE武士道ルール 1R10分、2R5分
○  ルイス・アゼレード vs.  ルイス・ブスカペ ×
2R終了 判定2-1
第6試合 PRIDE武士道ルール 1R10分、2R5分
○  ダニエル・アカーシオ vs.  高瀬大樹 ×
2R 3:34 TKO（レフェリーストップ：サッカーボールキック）
第7試合 PRIDE武士道ルール 1R10分、2R5分
○  エメリヤーエンコ・アレキサンダー vs.  ヒカルド・モラエス ×
1R 0:15 KO（スタンドパンチ連打）
第8試合 PRIDE武士道ルール 1R10分、2R5分
○  ムリーロ・ブスタマンチ vs.  桜井隆多 ×
2R終了 判定3-0
第9試合 PRIDE武士道ルール 1R10分、2R5分
○  美濃輪育久 vs.  ギルバート・アイブル ×
1R 1:15 アンクルホールド
第10試合 ミドル級グランプリ ラストワントーナメント 決勝戦 1R10分、2R5分
○  ディーン・リスター vs.  パウロ・フィリオ ×
不戦勝（棄権）
※リスターがトーナメント優勝と共にミドル級グランプリ出場決定
第11試合 PRIDE武士道ルール 1R10分、2R5分
○  エメリヤーエンコ・ヒョードル vs.  高阪剛 ×
1R終了時 TKO（ドクターストップ：左瞼のカット）